# Латвійська залізниця
Латвійська залізниця (латис. Latvijas dzelzceļš) — національна державна залізнична компанія Латвії. Компанія надає послуги інфраструктури залізниць загального користування, оператора обслуговувальних пунктів (обробка вантажних вагонів, технічне обслуговування та огляд вагонів, утримання й розвиток пасажирських станцій та зупинок), розподілу та продажу електроенергії, оренди нерухомого майна, інформаційних технологій, електронного зв'язку, а також послуги принципала.
Повне найменування — Державне акціонерне товариство «Latvijas dzelzceļš» (латис. Valsts akciju sabiedrība «Latvijas dzelzceļš»)
Заснована у 1919 році та відновлена у 1994 році на базі латвійської частини Прибалтійської залізниці.
Компанія обслуговує всю залізничну мережу країни: 2263,3 км шляхів колії (з них електрифіковані 258,8 км шляхів).
Головний офіс розташований в Ризі.

## Тяговий рухомий склад
- Тепловози: М62, 2М62, 2М62У, 2M62UR, 2M62UC, 2ТЕ10М, 2ТЕ10, ТЕП70, ЧМЕ3, ТЕМ2, ТГК2, ТГМ3, ТГМ4
- Електропоїзди: ЕР2, ЕР2Т, ЕР2М
- Дизель-поїзд: ДР1А, ДР1АМ
- Рейковий автобус (автомотриса): АР2.

### Раніше чинний, нині списані
- Тепловози — ТЕП60
- Електровози — ВЛ26, ЕЛ2
- Електропоїзди — Ср3, ЕР2І
- Дизель-поїзд — ДР1П

## Залізничні лінії

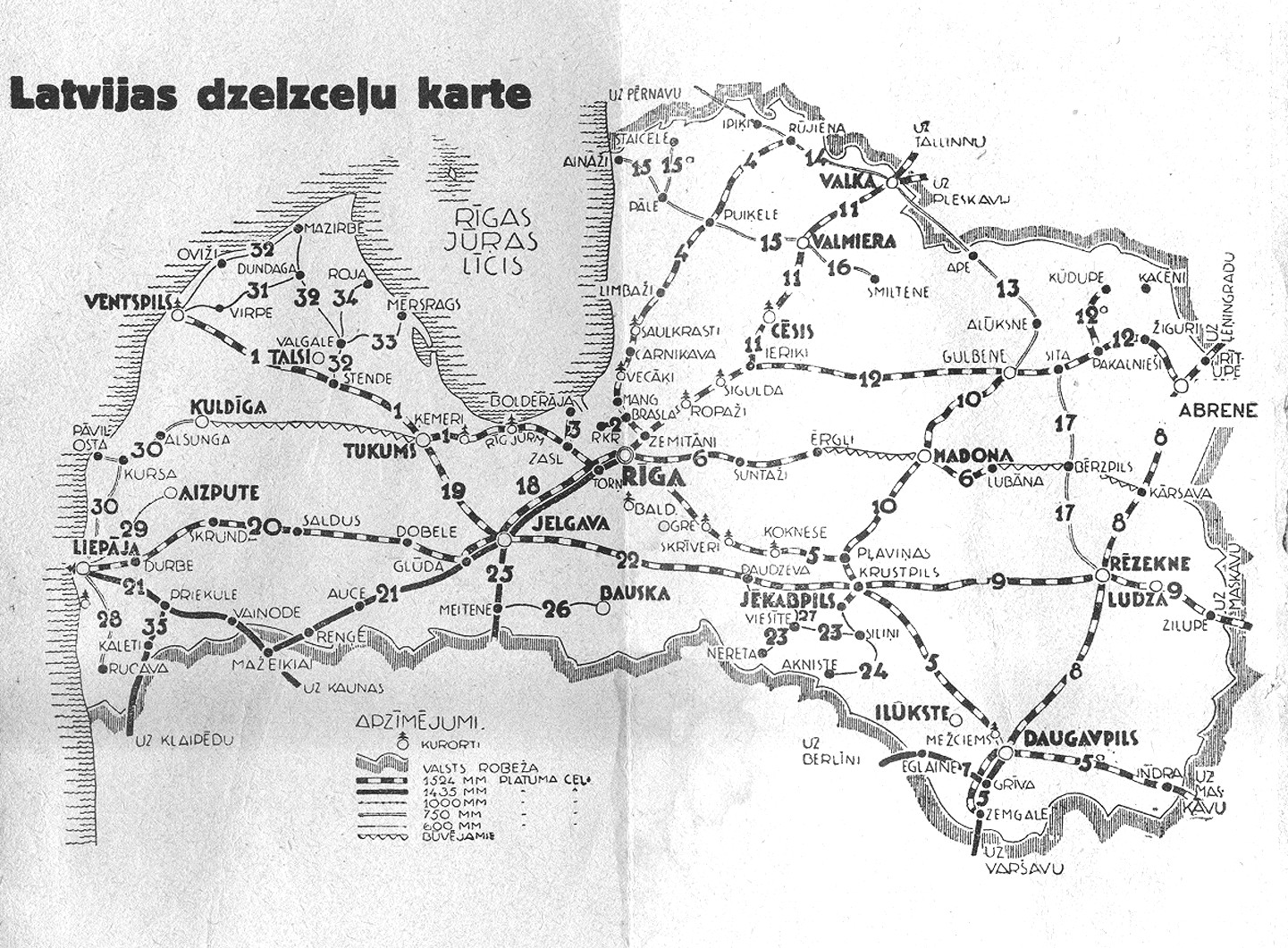
Картосхема наприкінці 1930-х років.

Мережа наприкінці 2010-х років.

- Вентспілс — Тукумс II (лише вантажний рух)
- Тукумс II — Єлгава (лише вантажний рух)
- Єлгава — Крустпілс (лише вантажний рух)
- Крустпілс — Даугавпілс
- Даугавпілс — Індра — Державний кордон
- Рига — Крустпілс
- Крустпілс — Резекне II
- Резекне II — Зилупе — Державний кордон
- Державний кордон — Карсава — Резекне I
- Резекне — Даугавпілс
- Державний кордон — Курцумс — Даугавпілс-Сортувальний
- Лієпая — Айзпуте (закрита)
- Питалово — Сита (закрита)
- Айнажі — Валміера — Смілтене і Пале — Стайцеле (закрита)
- Іерікі — Гулбене — Сита (закрита)
- Приекуле — Калети (закрита)
- Єлгава — Мейтене (лише вантажний рух)
- Віеситські польові залізниці (закрита)
- Польові залізниці Стенде — Вентспілс (закрита)
- Мейтене — Бауска (вузькоколійна, закрита)
- Айзпуте — Салдус (закрита)
- Лієпая — Руцава (закрита)
- Лієпая — Глуда (лише вантажний рух)
- Пакалніеші — Кудупе (закрито)
- Лієпая — Кулдіга та Алсунга — Вентспілс (закрита)
- Рига — Ерглі (вантажний рух до Сауріеші, далі закрито)
- Мадона — Лубана (закрита)
- Крустпілс — Єкабпілс (закрита)
- Рига — Руїена (діє до станції Скулте)
- Рига — Мангалі (закрита)

## Електрифіковані залізничні лінії
Латвійська електрифікована залізниця є найдовша в країнах Балтії, довжиною 249 км (+12 км не використовується).
Нині існує 4 електрифіковані лінії, якою курсують електропоїзди ЕР2/ЕР2Т/ЕР2М
- 1 лінія: Залізнична лінія Торнякалнс — Тукумс II довжиною 68 км на сьогодні — найбільш завантажений маршрут електропоїздів, в літній час інтервал руху становить 10-15 хвилин, оскільки цей маршрут пролягає через Юрмалу, привертає велику кількість туристів. Цією лінією раніше курсував дизель-поїзд до Вентспілсу. Лінія електрифікована 1966 року.

Станції (25): Рига, Торнякалнс, Засулаукс, Депо, Золітуде, Іманта, Бабіте, Пріедайне, Ліелупе, Булдурі, Дзинтарі, Майорі, Дубулти, Яундубулти, Пумпурі, Меллужі, Асарі, Вайварі, Слока, Кудра, Кемері, Смарде, Мілзкалне, Тукумс I, Тукумс II.
- 2 лінія: Залізнична лінія Торнякалнс — Єлгава завдовжки 43 км. Найкоротша лінія для електропоїздів. Пролягає через місто Олайне. Цією лінією курсує дизель-поїзд до Лієпаї, раніше курсував і до Реньге. Лінія електрифікована 1972 року.

Станції (13): Рига, Торнякалнс, Атгазене, Бізнесу Аугскола Туріба, Тірайне, Баложі, Яунолайне, Олайне, Далбі, Ціна, Озолніеку, Цукурфабріка, Єлгава I.
- 3 лінія: Залізнична лінія Земітани — Скулте завдожки 56 км. Вельми протяжна лінія, але з малим пасажиропотоком. Проходить через населені пункти: Царнікава, Гауя, Гарціемс, Ліласте, Саулкрасти, Звейніекціемс. Раніше цією лінією курсував дизель-поїзд до Лимбажі та Руїени. У 1957 році була електрифікована до станції Мангалі, 1971 року — до Звейниекциемса. Лінія повністю електрифікована 1991 року.

Станції (20): Рига, Земітани, Браса, Саркандаугава, Мангалі, Зиемельблазма, Вецдаугава, Вецакі, Калнгале, Гарциемс, Гарупе, Царникава, Гауя, Ліласте, Інчупе, Пабажі, Саулкрасти, Кішупе, Звениекциемс, Скулте.
- 4 лінія: Залізнична лінія Рига — Айзкраукле. Найдовша електрифікована лінія, і найпізніша завдожки 82,5 км. Пролягає через місто-супутник Риги Саласпілс, Огре, і далі через міста Лієлварде та Айзкраукле. Цією лінією курсують дизель-поїзди до Гулбене, Крустпілса, Резекне, Зилупе та Даугавпілсу, а також міжнародні поїзди до Москви, Санкт-Петербурга та Мінська. Лінія електрифікована 1972 року.

Станції (24): Рига, Вагону Паркс, Яняварти, Даугмале, Шкіротава, Гайсма, Румбула, Дарзині, Доле, Саласпилс, Саулкалне, Ікшкіле, Яуногре, Огре, Парогре, Циемупе, Кегумс, Лієлварде, Кайбала, Юмправа, Дендрарійс, Скрівері, Мулдакменс, Айзкраукле.
Не побудовані
Крім чотирьох ліній, було заплановано електрифікувати ще дві лінії, якими би курсували електропоїзди. На сьогоднішній день вони так і не побудовані або попросту не закінчені.
- 5 лінія: Залізнична лінія Рига — Сігулда дзавдожки 53 км. За планом, електрифікація повинна була завершитися у 1991 році. Однак до моменту проголошення незалежності Латвії електрифікацію встигли довести лише до станції Ропажі. У 1980—1990-ті роки електропоїзди прямували по цьому маршруту до станції Ропажі. В експериментальному порядку були запущені контактно-акумуляторні поїзди, які до станції Ропажі курсували на електротязі, а до Сігулди прямували на автономному ході; такий самий принцип використовувався і на лінії до Лимбажі. У середині 1990-х років електрифікацію скоротили до Югли (завдожки 10,2 км). Досі до станції Ропажі можна бачити стовпи, які колись тримали контактну мережу.

Станції (12): Рига, Земітани, Чіекуркалнс, Югла, Балтезерс, Гаркалне, Кріевупе, Вангажі, Інчукалнс, Еглюпе, Силциемс, Сігулда. Нині в Сігулду і далі (до Цесіса, Валміери та Валкі) курсує дизель-поїзд.
- 6 лінія: Залізнична лінія Рига — Ерглі завдожки 92 км. Доказом запланованої електрифікації цієї лінії служить коротка контактна мережа, яка веде на платформу Яняварти, куди прямувала автомотриса до Ерглі. В майбутньому цей проєкт навряд чи буде реалізований, оскільки лінія Сауріеші — Ерглі вже демонтована.

Станції (23): Вагону Паркс, Яняварти, Рига-Пречу, Ацоне, Сауріеші, Цекуле, Ківулі, Баяри, Реміне, Аугшциемс, Карде, Сідгунда, Сунтажі, Кастране, Ватране, Кейпене, Платер, Таурупе, Лічупе, Балтава, Роплайні, Ерглі.
Проєкт електрифікації залізниці Даугавпілс — Резекне — Рига
28 квітня 2017 року компанія Latvijas dzelzceļš (LDz, Латвійська залізниця) подала до Центрального агентства з фінансів та договорів країни (CFLA) заявку на реалізацію першого етапу проєкту електрифікації залізниці. Проєкт був включений до Національного плану розвитку на 2014—2020 роки. На першому етапі передбачалася електрифікація залізничної мережі від Даугавпілса та Резекне у напрямку Риги з використанням технології змінного струму (~25 кВ), в тому числі реконструкція існуючої електрифікованої залізничної мережі із заміною контактної мережі постійного струму (3,3 кВ) на систему змінного струму (~25 кВ).

## Маршрути дизель-поїздів
- Рига — Даугавпілс
- Рига — Гулбене
- Рига — Мадона
- Рига — Зилупе
- Рига — Лієпая
- Рига — Валга (Естонія).

### Колишні маршрути 1990–2009
- Рига — Іпікі, Руїена, Алоя, Лимбажі (демонтована у 2005 році лінія Скулте — Пярну)
- Рига — Реньде (лише вантажні перевезення)
- Рига — Мейтене (лише вантажні перевезення)
- Рига — Ерглі (вантажні перевезення до Сауреші, а далі пасажирське сполучення закрито у 2007 році, лінія демонтована у вересні 2009 року)
- Рига — Вентспілс (лише вантажні перевезення)
- Лієпая — Вентспілс (демонтована у 2007 році).

### Міжнародні перевезення
Всі міжнародні перевезення використовується тепловозом ТЕП70, окрім рейса в Валга, де курсує ДР1
1. Рига — Москва
2. Рига — Санкт-Петербург
3. Рига — Валга (Естонія), прикордонна станція в Естонії, де можна зробити пересадку на поїзд до Тарту та Таллінна
4. Рига — Мінськ (відновлений 2011 року, на ділянці Бігосово — Даугавпілс відновлено пасажирське сполучення)
5. Вільнюс — Санкт-Петербург (через Ригу не слідує, але слідує по Латвії та має зупинки на станціях Даугавпілс, Резекне, Карсава). На станції Резекне-2 об'єднується зі складом поїзда Рига — Санкт-Петербург.